# Rheintal, Sankt Gallen

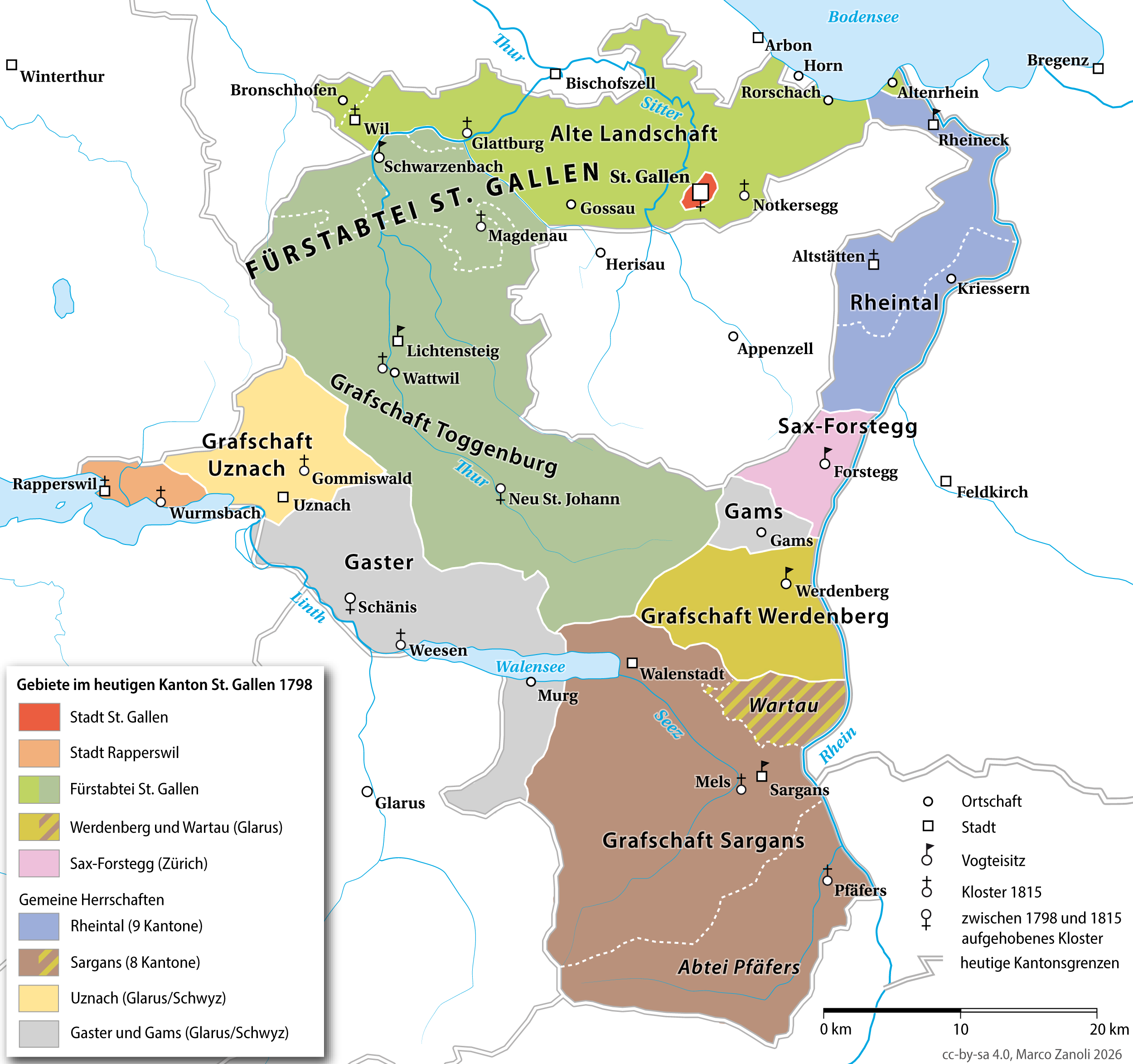
Historiska delar av kanton Sankt Gallen.

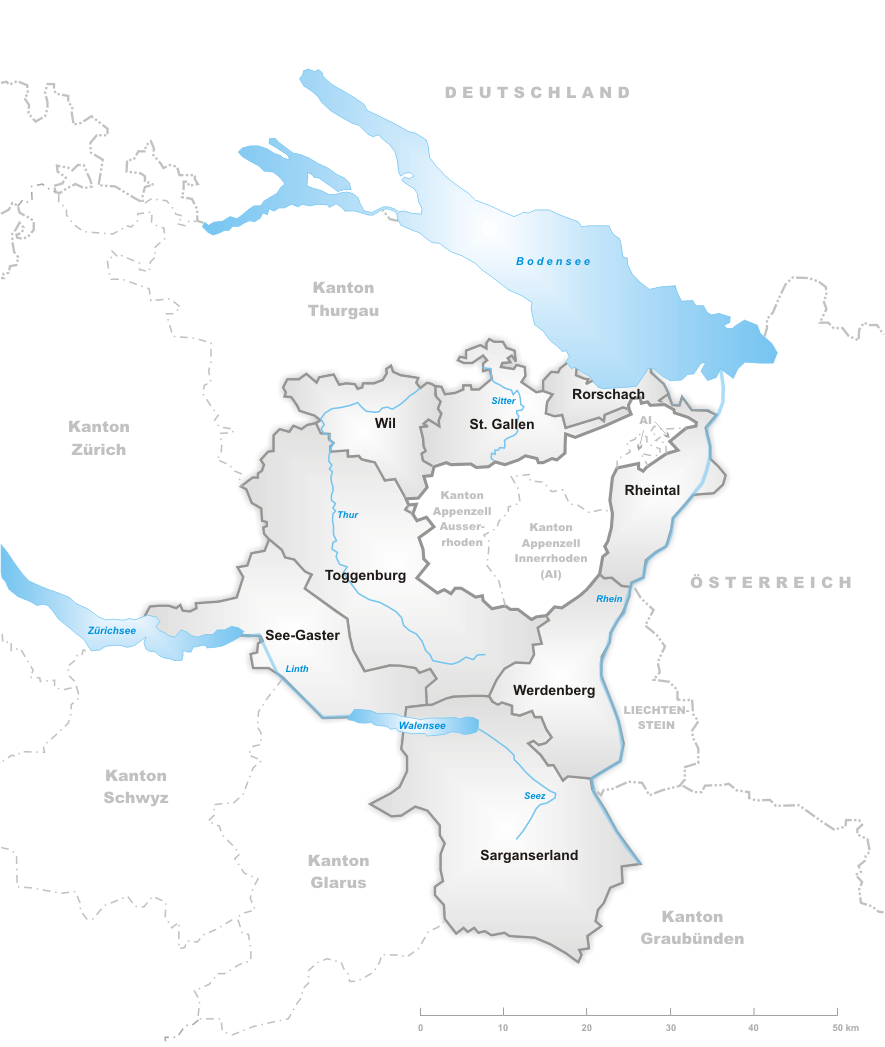
Valkretsindelning i kanton Sankt Gallen från 2003.

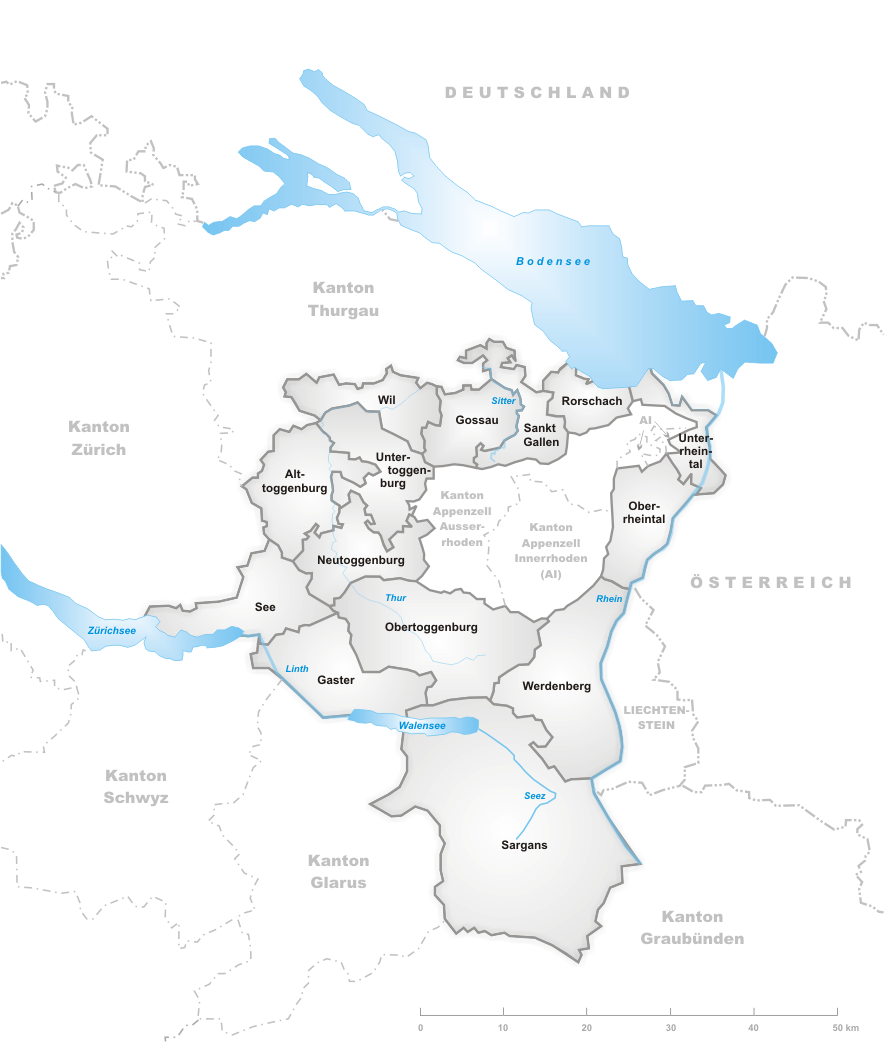
Distriktsindelning i kanton Sankt Gallen före 2003.

Rheintal eller Sankt Galler Rheintal är ett område i östligaste delen av kantonen Sankt Gallen i Schweiz. Det motsvarar närmast det historiska område som under perioden 1491-1798 kallades Vogtei Rheinthal ("fögderi Rhendalen"), och var ett av Gamla edsförbundets kondominat. 
I vidare bemärkelse avses hela den del av kantonen som ligger invid floden Rhen, vilket då innefattar de tre valkretsarna Rheintal, Sarganserland och Werdenberg.

## Administrativ historik
Området hör till kanton Sankt Gallen ända sedan kantonens grundande 1803. Det tidigare fögderiet gjordes där till distrikt Rheintal som 1831 delades i två, Oberrheintal och Unterrheintal. 2003 gjordes distrikten i kantonen om till valkretsar, och då slogs Ober- och Unterrheintal åter samman till valkretsen Rheintal (kommunen Thal lades dock till valkrets Rorschach istället).